# Риболовна кука
Риболовната кука е основен елемен от риболовната линия, благодарение на който рибата се оказва при риболовеца. Използват се единични, двойни и тройни куки с различни размери от № 24 / най-малките/до № 6/0/най-големите/.
Материала за изработка на риболовните куки обикновено е високо-въглеродна карбонова стомана с корозионно-устойчиво покритие.
Традиционно жилото (острието) на кукичката се заточва по химичен начин.
Висококачествени са кованите кукички.